# Brachyscelus macrocephalus
Brachyscelus macrocephalus is een vlokreeftensoort uit de familie van de Brachyscelidae. De wetenschappelijke naam van de soort is voor het eerst geldig gepubliceerd in 1925 door Stephensen.